# سيلفرا

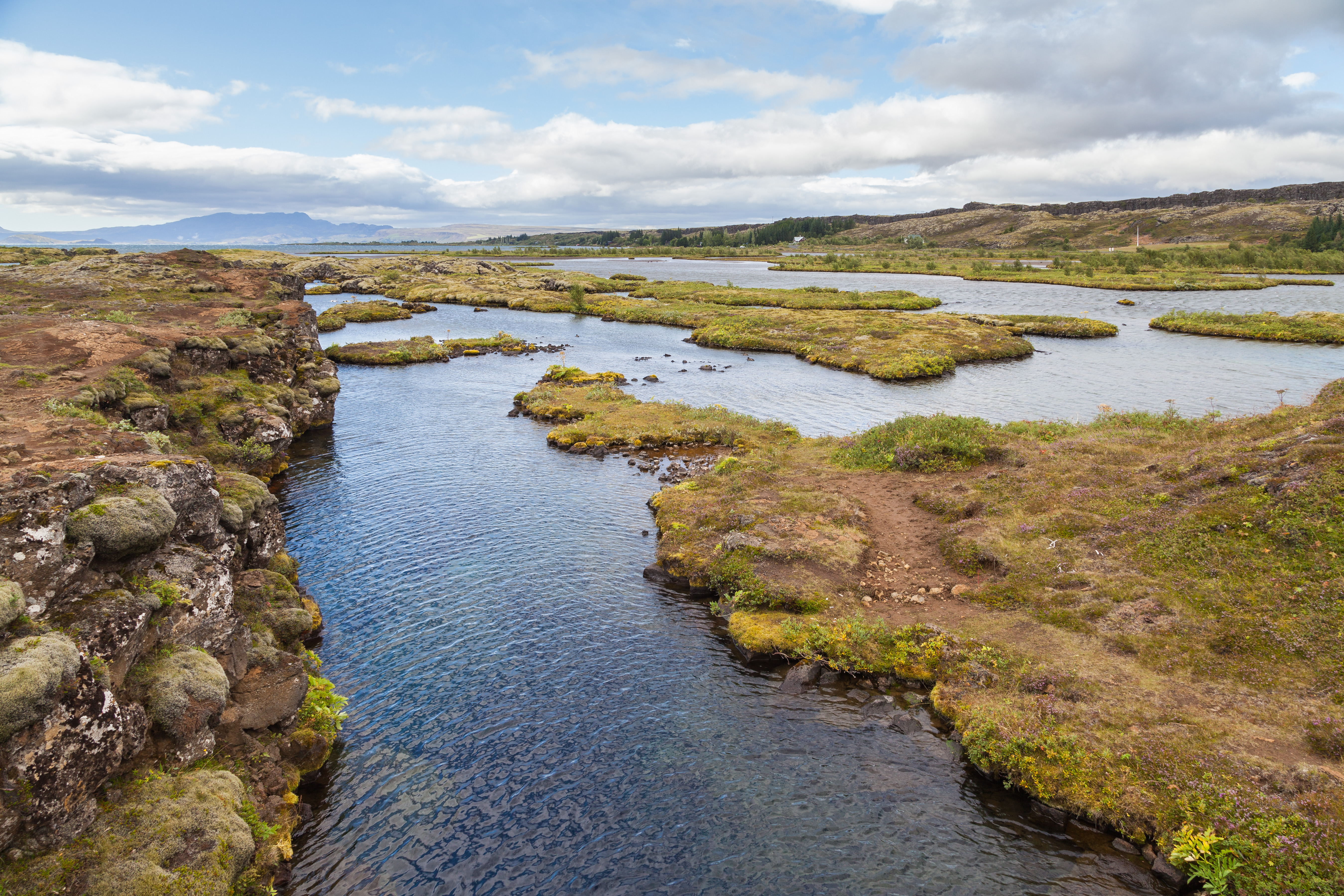
صدع سيلفرا

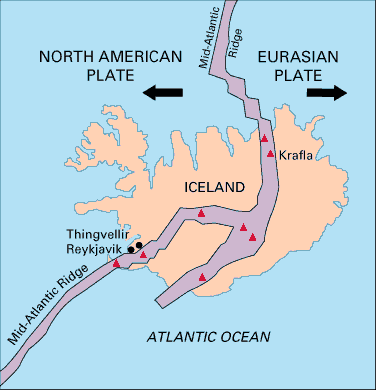
صدع سيلفرا في المحيط الأطلسي

سيلفرا، صدع تم تشكيله في الحدود المتباعدة المتباينة بين أمريكا الشمالية وأوراسيا ويقع في بحيرة بينغفالنتين داخل حديقة ثينغفيلير الوطنية في أيسلندا.

## التكوين
يقع سيلفرا في وادي ثينغفيلير داخل منتزه ثينغفيلير الوطني. تم تشكيل كلا من الوادي وسيلفرا بواسطة الانجراف التكتوني المتباين للصفائح الأوروبية الآسيوية والأمريكية الشمالية. تنجرف الصفائح كل منها على بعد حوالي 2 سم (0.79 بوصة) عن بعضها البعض كل عام، مما يزيد التوتر بين اللوحات وكتلة الأرض أعلاه. تم تخفيف هذا التوتر من خلال الزلازل الكبيرة الدورية التي حدثت على مدار العشر سنوات الماضية تقريبًا، والتي تسببت في تشققات في وادي ثينغفيلير.
تقع سيلفرا على حافة بحيرة ثينغفيلير وهي واحدة من أكبر وأعمق هذه الشقوق. يحتوي الصدع على مياه جوفية ناتجة من ينابيع الموجوده في قاعه. كما ساهم سقوط الصخور والجلامدة في تكوين الممرات والشقوق داخل الصدع.

## الهيدرولوجيا
تتغذى مياه صدع سيلفرا من ينابيع المياه الجوفية وماء الجليد المنصهر من لانغجيكول، ثاني أكبر نهر جليدي في أيسلندا، على بعد حوالي 50 كم شمال بحيرة ثينغفيلير.
في الماضي البعيد، كانت المياه الذائبة في لانغجيكول تمر عبر النهر مباشرة دون أي عوائق في بحيرة ثينجفيلر. لكن مع انسداد مجرى النهر منذ آلاف السنين من قبل تدفقات الحمم البركانية من بركان سكالدالبريور تسبب في اندفاع المياه الذائبة أسفلها وتسللها تحت الأرض وتحت صخور الحمم الحمم المسامية وتشكيل طبقات المياه الجوفية. بدأت المياه بالتسرب من الطبقات من مدة تتراوح ما بين 30- 100 عام قبل أن تخرج من ينابيع الصدع الموجودة في البحيرة على بعد 50 كم جنوبا. تعتبر المياه الجوفية الناشئة مصفاة بدرجة عالية وقابلة للشرب.

## الغوص

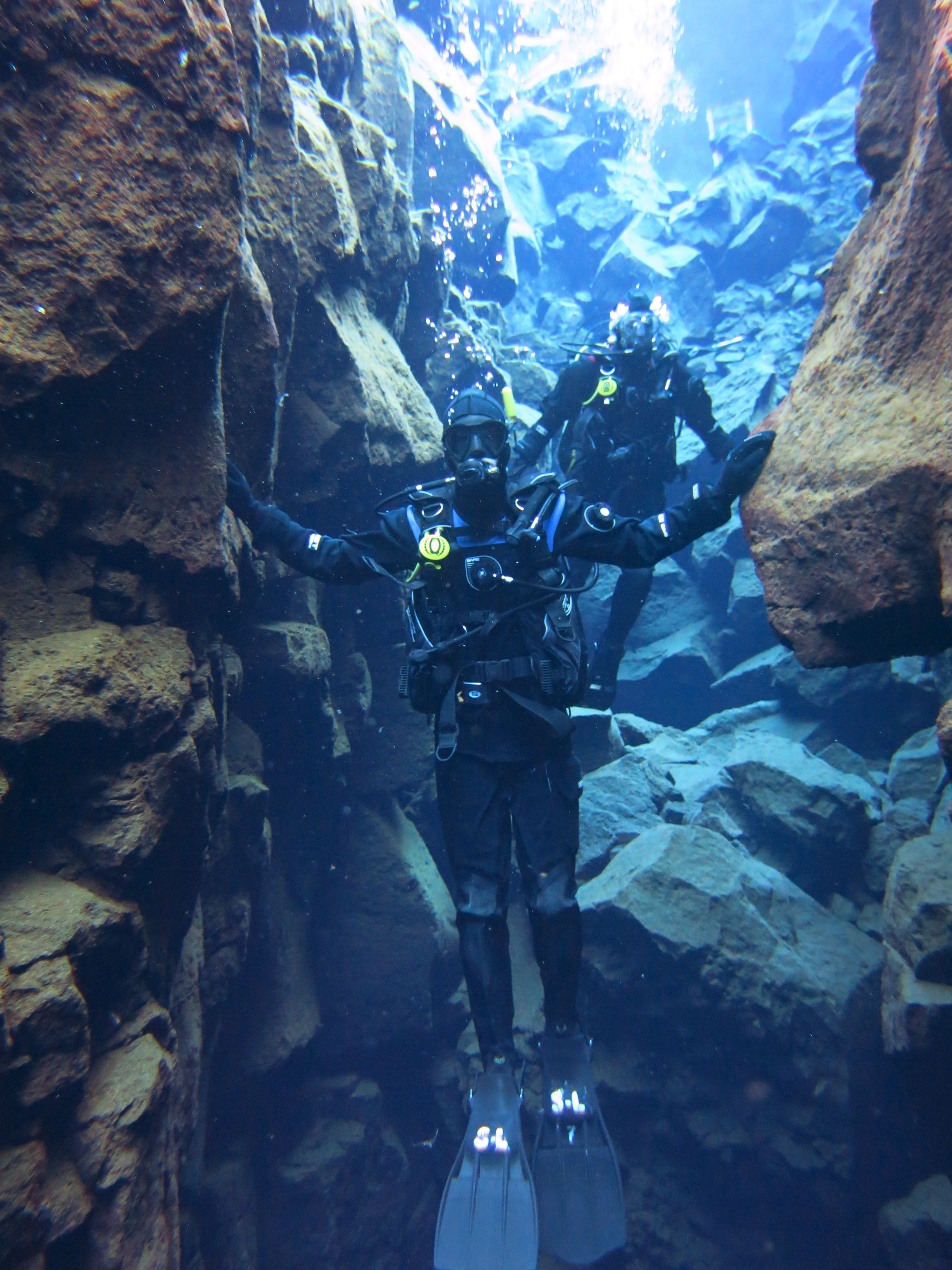
غواصون في أحد الشقوق المتسعة في الصدع.

ينجذب محبي رياضة الغوص بأنواعها، سواء كانوا ممن يستخدموا أجهزة التنفس أو المنشاق فقط إلى طبيعة سيلفرا الساحرة، ومياهها النظيفة غير فرصتهم لرؤية ما بين 70- 80 مترا من الصفائح التكتونية التي تربط ما بين قارتين. ساهمت تلك المميزات في اختيار الصدع في قائمة أفضل 50 واجهة لمحبي رياضة الغوص حول العالم.
توجد ثلاثة مواقع رئيسية للغوص وهم:
- قاعة سيلفرا.
- كاتدرائية سيلفرا.
- بحيرة سيلفرا.

تعتبر البحيرة هي المنطقة الأكثر إثارة والتي توفر سماحية للرؤية قد تتجاوز 100 متر.
تنحدر سيلفرا عند نقاط الدخول وفي طرف الشق إلى أقصى عمق 63 مترًا وهو العمق الذي نرى فيه طبقات الأرض الداخلية عند الوصول إليه، ولكن نادراً ما يتم الغوص إلى هذا العمق لأنه يتطلب مهارات غوص فنية. تتراوح درجة حرارة الماء بين 2-4 درجة مئوية (36-39 درجة فهرنهايت). يمكن الغوص فيها بشكل مريح باستخدام بدلة جافة.

## وصلات خارجية
- الغوص في صدع سيلفرا.
- فيلم وثائقي عن صدع سيلفرا.
- الغوص في سيلفرا- المياه الأنقى على مستوى العالم.